# Antonina Englisch
Antonina Englisch (ur. 12 maja 1853 w Krakowie, zm. 20 marca 1940 w Tulln an der Donau) – taterniczka i matka taternika Karola Englischa.

## Życiorys
Rodzice Antoniny Englisch byli z pochodzenia Niemcami, ale mieli także obywatelstwo austriackie. Jej ojciec Bernard Jülg był profesorem filologii klasycznej UJ (1853-1863), następnie profesorem uniwersytetu w Innsbrucku. Podczas pobytu tamże ojciec zabierał ją na łatwiejsze wspinaczki w Alpach. W latach 1874–1904 powróciła do Krakowa, gdzie wyszła za mąż za Karola Englischa seniora – Polaka, dyrektora policji w Krakowie w latach 1863-1890. W 1904 roku została wdową, następnie w 1906 roku wyszła za mąż za Józefa Doboszyńskiego – prezesa izby sądu najwyższego w Wiedniu.
Antonina Englisch swoją działalność taternicką rozpoczęła w 1896 roku, kiedy to wraz z 15-letnim Karolem Englischem i przewodnikiem Johannem Hunsdorferem seniorem dokonała wejścia na Łomnicę. W 1902 roku dokonała swojej najtrudniejszej tatrzańskiej wspinaczki – pierwszego zdobycia Ostrego Szczytu wraz z synem i Hunsdorferem seniorem. Swoją działalność taternicką zakończyła w 1903 roku.

## Ważniejsze tatrzańskie osiągnięcia wspinaczkowe
Pierwsze wejścia na:
- Ostry Szczyt, wraz z synem i Hunsdorferem seniorem,
- Dziką Turnię, wraz z synem i Hunsdorferem seniorem,
- Jaworowy Szczyt, wraz z synem i Hunsdorferem seniorem,
- Mały Jaworowy Szczyt, wraz z synem i Hunsdorferem seniorem,
- Czarny Szczyt, wraz z synem i Hunsdorferem seniorem,
- Mały Kołowy Szczyt, wraz z synem i Hunsdorferem seniorem,
- Mięguszowiecki Szczyt Czarny, wraz z synem i Hunsdorferem seniorem,
- Rogatą Turnię, wraz z synem i Johannem Hunsdorferem juniorem,
- Mały Kościół, wraz z synem i Hunsdorferem seniorem,
- Niżnią Wysoką Gerlachowską, wraz z synem i Hunsdorferem seniorem.